# Anna Sekudewicz
Anna Sekudewicz – polska dziennikarka i reportażystka, zastępca redaktora naczelnego Polskiego Radia Katowice.

## Życiorys
Jest absolwentką X Liceum Ogólnokształcące im. Ignacego Jana Paderewskiego w Katowicach.
Pracuje w Polskim Radiu Katowice na stanowisku zastępcy redaktora naczelnego. W radiu zajmuje się przede wszystkim dokumentem radiowym oraz reportażem. Od ponad 20 lat prowadzi swój autorski program „Trzy kwadranse z reportażem”.
Poza pracą udziela się jako juror konkursów ogólnopolskich i międzynarodowych.
Od 2003 roku jest członkiem Komisji Dokumentalistów Radiowych Europejskiej Unii Nadawców (EBU).
W 2009 roku znalazła się w gronie 50 najbardziej wpływowych kobiet województwa śląskiego.

## Nagrody i wyróżnienia
W całej swojej karierze otrzymała ponad 60 różnych nagród i wyróżnień. Oto lista kilka najważniejszych nagród i wyróżnień:
- W 1990 roku otrzymała Special Mention w najważniejszym światowym konkursie Prix Italia za dokument „Użyto broni”. Współautorem był Marek Mierzwiak.
- W 1997 roku przydzielono jej nagrodę Prezydenta Katowic w dziedzinie kultury.
- W 2002 roku za reportaż „Wdowa” otrzymała I nagroda w ogólnopolskim konkursie Polska i Świat. Poza tym reportaż ten znalazł się w wśród trzech finalistów konkursu Prix Italia.
- W 2004 roku otrzymała radiowego Oscara, czyli największą światową nagrodę w dziedzinie reportażu radiowego Prix Italia 2004.
- W 2005 roku została nagrodzona Platynowym Laurem w kategorii Ambasador Spraw Polskich.
- W 2007 roku otrzymała Grand Prix Krajowej Rady Radiofonii i Telewizji. Nagrodę tę otrzymała za reportaż „Tajemnica czaszki z Katynia”.
- W 2008 roku otrzymała nagrodę Związku Literatów Polskich im. W. Hulewicza.
- Na przełomie lat 2009 i 2010 została nagrodzona Medalem Gloria Artis.
- Laureatka „Melchiora” dla najlepszego reportażysty w Polsce.
- Otrzymała nagrodę „Lux Ex Silesia”.
- Otrzymała Złoty Mikrofon za dokonania w dziedzinie reportażu.

## Reportaże i dokumenty
- reportaż „Wdowa”
- reportaż „Zło czai się na dole”
- reportaż „Cena pracy”
- reportaż „Tajemnica czaszki z Katynia”
- reportaż „Ziemie obiecane Wojciecha Kilara”
- dokument „Użyto broni” (współautor Marek Mierzwiak)